# لامبرشت
لمبرِشت (فالتز) (بالألمانية: Lambrecht, Rhineland-Palatinate) (نقحرة: لامبرشت) هي بلدة ألمانية تقع في ألمانيا في راينلند بالاتينات.  يقدر عدد سكانها بـ 4,000 نسمة .